# Lenguas karto-zan
Las lenguas karto-zan o lenguas georgianas constituyen la rama principal de las lenguas caucásicas meridionales; la otra rama se compone de una sola lengua el idioma esvano.

## Clasificación
- Georgiano
  - Judeogeorgiano
- Lenguas zan:
  - Mingreliano
  - Laz